# Academia Militar Theresiana
A Academia Militar Theresiana (em alemão: Theresianische Militärakademie, TherMilAk) é uma academia militar na Áustria, onde as Forças Armadas Austríacas treinam seus oficiais. Fundada em 1751, a academia está localizada no castelo de Wiener Neustadt, na Baixa Áustria.

## História
A Academia Militar Theresiana (conhecida como Theresianum) é uma das academias militares mais antigas do mundo (a mais antiga é a Academia Militar de Modena). Foi fundada em 14 de dezembro de 1751 por Maria Teresa da Áustria, que deu ao primeiro comandante da academia, o marechal de campo Leopold Joseph von Daun (Conde Daun), a ordem Mach er mir tüchtige Officier und rechtschaffene Männer daraus ("Faça-me oficiais trabalhadores e homens honestos").
Por ano, a academia aceitava 100 nobres e 100 plebeus para iniciar sua educação lá. Em 1771, o tenente Hannig publicou o plano oficial de estudos e, em 1775, Maria Teresa publicou as Regras da Academia. Nesta época, levou 11 anos para concluir a academia, mas passo a passo, foi encurtado para 3 anos.
O príncipe da Estíria Erzherzog Johann (arquiduque João) foi o principal diretor da academia por 44 anos (1805-1849).
Durante a Primeira República (1918-1938), a academia foi localizada em Enns até 1934, e depois novamente no castelo de Wiener Neustadt. Um evento muito marcante ocorreu no período entre o Austrofascismo e o Anschluss (Ocupação da Áustria pela Alemanha nazista), quando o Tenente-General Rudolf Towarek foi Comandante do TherMilAk (entre 1933 e 1938). Ele mandou destacar a guarda com a baioneta anexada e, assim, negou o acesso da Wehrmacht ao castelo por vários dias. Esta foi a única resistência militar feita pelos austríacos contra a ocupação pela Alemanha nazista. O tenente Towarek não foi punido por essa ação; no entanto, ele foi aposentado, mantendo o direito de usar o uniforme austríaco após sua aposentadoria, o que era altamente incomum naqueles dias.
Depois do Anschluss, a Wehrmacht instalou uma escola de guerra para suboficiais no castelo de Wiener Neustadt. O primeiro comandante desta escola foi Erwin Rommel. Nesta época, os alemães ergueram um novo edifício ao lado do castelo, que agora é conhecido como Fort Daun, no qual está localizada a Escola Militar Secundária da Áustria.
Após a Segunda Guerra Mundial e o Tratado do Estado Austríaco, assinado em 1955, o castelo demolido foi reconstruído. Em 1958, a academia militar foi novamente localizada em Wiener Neustadt após um curto período (1955-1958) em Enns.
Por ocasião do 500º aniversário da morte do imperador do Sacro Império Romano-Germânico Maximiliano I, antepassado direto de Maria Teresa, o chamado "último cavaleiro" e fundador de um sistema de guerra moderno, uma grande celebração ocorreu na igreja da academia militar em 2019. Karl von Habsburg, o atual chefe da Casa de Habsburgo, representou a dinastia imperial.
Dentro dos recintos da Academia Militar Theresiana está o Cemitério da Academia Militar Theresiana, onde muitos alunos, ex-professores e graduados ilustres estão enterrados. Os oficiais enterrados lá incluem o Conde Kinsky, Oskar Potiorek e Emil Spannocchi, bem como Thérèse de Dillmont, cujo pai lecionava na academia.

## TherMilAkhoje
De 1997 a 2008, o TherMilAk foi uma faculdade de 4 anos que também podia ser frequentada por estudantes civis e terminou com um mestrado em liderança militar. Em 2008, foi transformado em um currículo de 3 anos, graduando-se com um diploma de bacharel. Em 2003, as quatro primeiras mulheres completaram a academia. Desde 1959, mais de 3 600 jovens oficiais foram educados na Academia Militar Theresiana. A classe de cadetes que se formou em 2004 recebeu o título de Kaiserjäger (Rifles Imperiais), para honrar a memória dos bravos soldados de infantaria leve nacionais que serviram a Áustria com distinção durante o período imperial.